# Іриней Орда
Єпископ Іриней (в житті Харисим Михайлович Орда; 22 серпня 1837 — 10 квітня 1904) — український релігійний діяч в добу Російської імперії. Єпископ відомства православного сповідання Російської імперії. Духовний письменник, магістр богослов'я.

## Біографія
Народився в 1836 році в селі Самовиця Полтавської губернії. Його батько був священиком, який досяг сану без освіти, завдяки доброму поводженню й хорошим здібностям і навичкам до служби церковної з «дяків».
Отримав освіту в Полтавській духовній семінарії та Київській духовній академії.
26 квітня 1861 після закінчення Київської духовної академії зі ступенем кандидата богослов'я був призначений наставником в Катеринославську духовну семінарію, де пробув до 1864 року. У тому ж році захищається на ступінь магістра богослов'я і переводиться в Київську семінарію наставником Священного Писання.
25 вересня 1877 висвячений в сан ієрея і призначений законовчителем в Київську III-ю гімназію із призначенням викладачем в духовній семінарії.
З 1880 року — благочинний Києво-Подільських церков.
4 серпня 1883 пострижений у чернецтво і був призначений ректором Київської духовної семінарії з возведенням у сан архімандрита.
9 травня 1888 в Києво-Печерській Лаврі хіротонізований на єпископа Уманського, вікарія Київської митрополії.
З 12 липня 1890 — єпископ Чигиринський, вікарій Київської єпархії.
З 19 грудня 1892 — єпископ Могилевський і Мстиславський.
З 17 липня 1893 — єпископ Тульський і Бєлевський.
З 2 листопада 1896 — єпископ Подільський і Брацлавський.
З 29 березня 1900 — єпископ Єкатеринбурзький і Ірбітський.
З 28 березня 1902 — єпископ Орловський і Севський.
Був талановитим проповідником, духовним письменником і лінгвістом. Володів грецькою, англійською, французькою та німецькою мовами. Видавав і редагував журнал «Недільне читання», редагував журнал «Інструкція для сільських пастирів».
Помер 10 квітня 1904, раптово від паралічу серця; був похований біля південної стіни в Успенському храмі на Архієрейському обійсті. У 1920-і роки могили похованих в Успенському соборі п'яти архієреїв були спаплюжені і розграбовані, кістки розкидані, а черепа викрадені; збереглася лише одна голава преосвященного Іринея.

## Творчість
- «История Церковной истории».
- «Труды Киев. Д. А.» 1891, № 6, 8, 11.
- «Руководство к последовательному чтению пророческих и учительных книг Ветхого Завета». Поучения Иринея, епископа Екатеринбургского и Ирбитского. Екатеринбург, 1901.
- «Руководственное пособие к пониманию Псалтири» [Архівовано 6 січня 2011 у Wayback Machine.] М.: «Лествица»; СПб.: Северо-западный Центр православной литературы «Диоптра», 2000. (По изд. 1882 г.)
- Отзыв о поучениях см. "Прибавление к «Церк. Вед.» 1901. — № 4. — С. 1671—1674.
- Отдельные поучения см. "Прибавление к «ЦВ» 1902. — № 8. — С. 263.
- Отдельные поучения см. «Прибавление к „ЦВ“» 1902. — № 22. — С. 695.
- «Руководитель к толковому чтению Библии».
- «Разбор сочинения Ренана» — «Жизнь Иисуса».
- «За веру и против неверия». «Подол. Еп. Вед.» Киев, 1899.
- «Речь при пострижении в монашество инспектора Могилевской духовной семинарии о. Аркадия Константиновича». "Прибавление к «ЦВ» 1893. — № 17. — С. 680—681.
- О религиозном воспитании детей. — Калуга, Сардоникс, 2004.

Переклади
- «Земне життя Господа Спасителя» (переклад з німецької). Київ, 1874—1882 рр.
- «Тлумачення Псалтиря Загабена» (переклад з грецької).
- «Мученики Колізея» (переклад з англійської).
- «Пастирські послання Св. Ап. Павла» (переклад з французької).